# Aethalochroa simplicipes
Aethalochroa simplicipes är en bönsyrseart som beskrevs av Wood-mason 1878. Aethalochroa simplicipes ingår i släktet Aethalochroa och familjen Toxoderidae. Inga underarter finns listade i Catalogue of Life.